# Aeneas Silvius
Eneasz Sylwiusz (łac. Aeneas Silvius) – w mitologii rzymskiej król Alba Longa, następca i syn Sylwiusza, wnuk Eneasza, ojciec Latinusa Silviusa. Miał przydomek od imienia jego ojca.